# Laódice (mãe de Seleuco I Nicátor)
Laódice foi a mãe de Seleuco I Nicátor.
Laódice era casada com Antígono, um homem estimado pelos generais de Filipe II da Macedónia, e sonhou que estava concebendo um filho de Apolo, e que, depois de ficar grávida, havia recebido de Apolo um anel onde estava gravada uma âncora.
No dia seguinte, um tal anel foi encontrado na cama, e, quando Seleuco nasceu, a figura da âncora era visível em sua coxa. Laódice deu este anel a Seleuco quando ele partiu nas campanhas de Alexandre, dizendo neste momento sobre a sua paternidade.
Outra versão da lenda conta que a mãe de Seleuco  sonhou que o anel que ela achasse, deveria dar ao filho, e ele se tornaria rei onde perdesse o anel. Ela achou um anel de ferro com uma âncora gravada nele, e Seleuco perdeu este anel próximo do Eufrates.
Quando Seleuco se tornor senhor do leste, ele consagrou uma cidade à sua dupla paternidade: a cidade foi chamada de Antioquia, por causa do seu pai Antíoco, e as planícies em volta da cidade foram consagradas a Apolo. A marca de uma âncora na coxa persistiu por várias gerações de descendentes de Seleuco.
Árvore genealógica baseada na lenda contada por Juniano Justino:
| Apolo (deus) | Apolo (deus) | Apolo (deus) | Apolo (deus) | Apolo (deus) | Apolo (deus) |  |  | Laódice | Laódice | Laódice | Laódice | Laódice | Laódice |  |  | Antíoco | Antíoco | Antíoco | Antíoco | Antíoco | Antíoco |  |  |  |  |  |  |  |  |  |  |  |  |  |  |  |  |  |  |  |  |  |  |
| Apolo (deus) | Apolo (deus) | Apolo (deus) | Apolo (deus) | Apolo (deus) | Apolo (deus) |  |  | Laódice | Laódice | Laódice | Laódice | Laódice | Laódice |  |  | Antíoco | Antíoco | Antíoco | Antíoco | Antíoco | Antíoco |  |  |  |  |  |  |  |  |  |  |  |  |  |  |  |  |  |  |  |  |  |  |
|              |              |              |              |              |              |  |  |         |         |         |         |         |         |  |  |         |         |         |         |         |         |  |  |  |  |  |  |  |  |  |  |  |  |  |  |  |  |  |  |  |  |  |  |
|              |              |              |              |              |              |  |  |         |         |         |         |         |         |  |  |         |         |         |         |         |         |  |  |  |  |  |  |  |  |  |  |  |  |  |  |  |  |  |  |  |  |  |  |
|              |              |              |              |              |              |  |  | Seleuco |         |         |         |         |         |  |  |         |         |         |         |         |         |  |  |  |  |  |  |  |  |  |  |  |  |  |  |  |  |  |  |  |  |  |  |